# Perameles papillon
Perameles papillon — викопний вид бандикутів, який мешкав на рівнині Налларбор, Австралія. Вважається, що він вимер десь у середині двадцятого століття через хижацтво лисиць, завезених європейцями.

## Морфологічна характеристика
Відрізняється від інших видів Perameles тим, що має темну горизонтальну смугу на вухах, браслет із світло-коричневого хутра навколо зап'ястя й темний візерунок метелика на крупі; самиці більші за самців. P. papillon за розмірами схожий на P. b. bougainville, але набагато менший за P. b. notina. Волосяний покрив на спинному боці голови трохи темніший і коричневіший, ніж у P. b. bougainville, але світліший ніж у P. b. notina. Черевна сторона кремового кольору як і в P. b. bougainville.

## Етимологія
Papillon — французька назва для метелика, у зв'язку з візерунком у формі метелика на його крупі.